# Municipio Villa Serrano
Das Municipio Villa Serrano ist ein Verwaltungsbezirk im Departamento Chuquisaca im südamerikanischen Anden-Staat Bolivien.

## Lage im Nahraum
Das Municipio Villa Serrano ist einziges Municipio der Provinz Belisario Boeto. Es grenzt im Nordwesten an die Provinz Jaime Zudáñez, im Südwesten und Süden an die Provinz Tomina, im Osten an das Departamento Santa Cruz und im Norden an das Departamento Cochabamba.
Das Municipio erstreckt sich etwa zwischen 18° 38' und 19° 11' südlicher Breite und 64° 02' und 64° 30' westlicher Länge, seine Ausdehnung von Westen nach Osten beträgt 30 bis 40 Kilometer, von Norden nach Süden 65 Kilometer.
Das Municipio umfasst 109 Gemeinden (localidades), der zentrale Ort des Municipio ist die Stadt Villa Serrano mit 3298 Einwohnern (Volkszählung 2012) im südwestlichen Teil des Municipios.

## Geographie
Das Municipio Villa Serrano liegt im Übergangsbereich zwischen der Cordillera Central im Westen und dem bolivianischen Tiefland im Osten. Das Klima der Region ist ganzjährig frühlingshaft.
Die jährliche Durchschnittstemperatur liegt bei 17 °C (siehe Klimadiagramm Villa Serrano), die Monatswerte schwanken zwischen 14 °C im Juni/Juli und 19 °C von November bis Januar. Der Jahresniederschlag hat einen Wert von 600 bis 700 mm, mit einer Trockenzeit von Mai bis September und monatlichen Werten von meist deutlich unter 25 mm und einer Feuchtezeit von Dezember bis Februar mit Höchstwerten von 100 bis 130 mm.

## Bevölkerung
Die Einwohnerzahl ist zwischen 1992 und 2024 um rund ein Drittel zurückgegangen:
| Jahr | Einwohner | Quelle       |
| ---- | --------- | ------------ |
| 1992 | 12.617    | Volkszählung |
| 2001 | 12.277    | Volkszählung |
| 2012 | 11.159    | Volkszählung |
| 2024 | 8.961     | Volkszählung |

Die Bevölkerungsdichte bei der letzten Volkszählung von 2024 betrug 5,2 Einwohner/km², der Alphabetisierungsgrad bei den über 15-Jährigen lag im Jahr 2001 bei 65,8 Prozent. Die Lebenserwartung der Neugeborenen lag bei 59,5 Jahren, die Säuglingssterblichkeit ist von 11,2 Prozent (1992) auf 8,3 Prozent im Jahr 2001 zurückgegangen.
91,3 Prozent der Bevölkerung sprechen Spanisch, 29,1 Prozent sprechen Quechua und 0,1 Prozent Aymara. (2001)
77,6 Prozent der Bevölkerung haben keinen Zugang zu Elektrizität, 69,8 Prozent leben ohne sanitäre Einrichtung (2001).
70,8 Prozent der 2.835 Haushalte besitzen ein Radio, 16,2 Prozent einen Fernseher, 15,4 Prozent ein Fahrrad, 1,9 Prozent ein Motorrad, 2,5 Prozent ein Auto, 8,0 Prozent einen Kühlschrank und 0,2 Prozent ein Telefon. (2001)

## Politik
Ergebnis der Regionalwahlen (concejales del municipio) vom 4. April 2010:
| Wahl- berechtigte |  | Wahl- beteiligung | gültige Stimmen |  | MAS-IPSP | M.M.P. |
| ----------------- |  | ----------------- | --------------- |  | -------- | ------ |
| 5.480             |  | 4.696             | 3.646           |  | 2.624    | 1.022  |
|                   |  | 85,7 %            | 77,6 %          |  | 72,0 %   | 28,0 % |

Ergebnis der Regionalwahlen (elecciones de autoridades políticas) vom 7. März 2021:
| Wahl- berechtigte |  | Wahl- beteiligung | gültige Stimmen |  | CST     | MAS-IPSP | UNIDOS | BSTH   | C-A    | MNR    |
| ----------------- |  | ----------------- | --------------- |  | ------- | -------- | ------ | ------ | ------ | ------ |
| 5.972             |  | 5.077             | 4.252           |  | 1.992   | 1.839    | 264    | 89     | 34     | 34     |
|                   |  | 85,01 %           | 83,75 %         |  | 46,85 % | 43,25 %  | 6,21 % | 2,09 % | 0,80 % | 0,80 % |

## Gliederung
Das Municipio Villa Serrano untergliederte sich bei der letzten Volkszählung von 2012 in die folgenden drei Kantone (cantones):
- 01-0801-01 Kanton Villa Serrano – 35 Gemeinden – 6.299 Einwohner (2001: 5.639 Einwohner)
- 01-0801-02 Kanton Mendoza – 30 Gemeinden – 3.621 Einwohner (2001: 4.126 Einwohner)
- 01-0801-03 Kanton Urriolagoitia – 17 Gemeinden – 1.239 Einwohner (2001: 2.512 Einwohner)

## Ortschaften im Municipio Villa Serrano
- Kanton Villa Serrano
  - Villa Serrano 3298 Einw. – Nuevo Mundo 458 Einw.

- Kanton Mendoza
  - Mendoza 605 Einw.

- Kanton Urriolagoitia
  - Pampas del Tigre 365 Einw. – Urriolagoitia 145 Einw.